# Az Apollo–11 elveszett felvételei

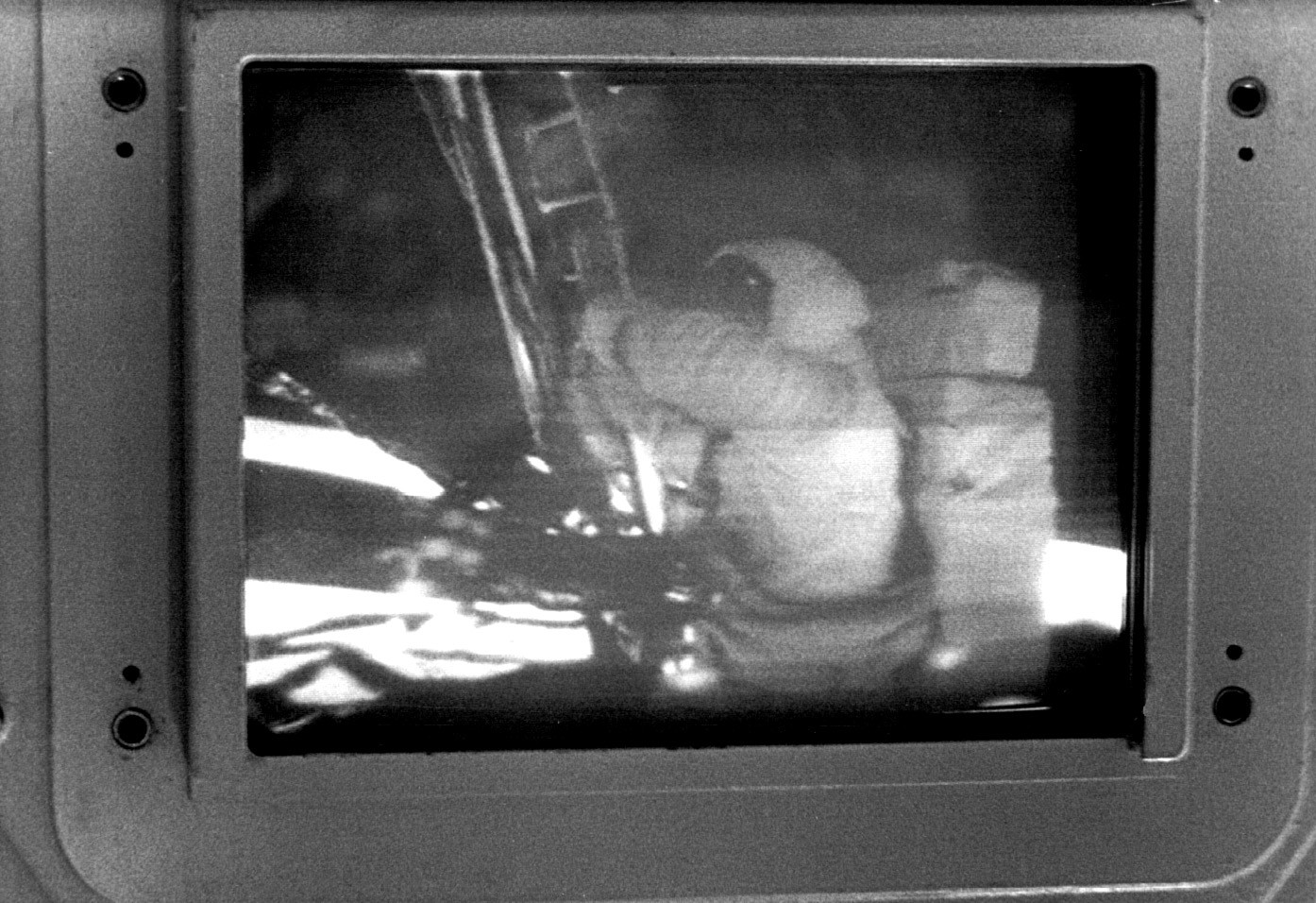
Az eredeti SSTV adás, ami a Holdra érkezett egy monitoron az ausztráliai Honeysuckle Creekben, ahol fogadták az adást

Az Apollo–11 elveszett felvételei az első Holdra szállás során felvett képfelvételek voltak, amelyeket az Apollo–11 expedíció során ún. lassú szkennelési metódussal közvetítettek a telemetriai csatornán a Földre nyers (RAW) formátumban 1969-ben, és amelyek a későbbiekben elvesztek a NASA adattárából. A felvételeket adatrögzítő kazettákra írták, az összes a Holdról lesugárzott adatot tartalmazták (mind a képi, mind a telemetriai adatokat), hogy azok tartalék adatforrásul szolgáljanak később.
A Holdról az SSTV adatátviteli technológiával érkező adást előbb valós időben NTSC szabványú televízióadássá alakították, amelyet aztán élőben sugározhattak az adást átvevő tévétársaságok. Ugyanakkor ezzel egyidőben az adást különböző videokazettákra, valamint kineszkóp eljárással filmre rögzítették. Ezekkel a kazettákkal nem volt különösebb célja a NASA-nak – elég alacsony felbontásúak, rossz minőségűek voltak a rajtuk szereplő képek –, afféle tartalékként kezelték őket, és a legtöbbjük sokáig fennmaradt.
2006-ban reppent fel a hír egy ausztrál újságban, hogy a történelmi jelentőségű adatforrást nem találják az amerikai űrhivatal archívumában. amelyet kicsit később megerősített a NASA. Az adattárolók után kutatás indult a különböző adattárakban, majd 2009-ben a NASA egy sajtótájékoztatón tárta fel a vizsgálat eredményeit: mivel a sikeres tévéadást követően a szalagok amúgy is másodlagos jelentőségűvé váltak, azokat vélhetően – és rutinszerűen – letörölték és más programoknál újrahasznosították. A feltételezések szerint az 1980-as években, amikor hiány támadt adatszalagokban és a Landsat-programhoz kellettek adattárolók, akkor használhatták fel őket.

## Háttérinformáció
A NASA az Apollo-program első repülésein (Apollo–7, –8, –9, –10 és –11) során tévéközvetítésekkel próbálta eljuttatni a közvéleményhez az űrtevékenységet. Ezen adások tagadhatatlan csúcspontja az Apollo–11 holdi leszállása, majd a két űrhajós holdfelszínen tartózkodása volt, amelyről egy magukkal vitt tévékamerával terveztek közvetítést adni. Mivel azonban a rádióadás jelátviteli képessége messze alatta volt az Egyesült Államokban használt NTSC szabvány szerinti adás jelszükségletének, ezért egy jelátalakításra volt szükség, amelyhez az RCA Corporation berendezését használták, amely szkennelte a tévékamera által rögzített képeket és SSTV (Slow Scan TV – lassú szkennelésű tévé) adássá alakította és a jeltovábbításra alkalmassá tette a fekete-fehér adást. Az Eagle holdkomp rádióátjátszóján át küldött adás – az egyébként is limitált sávszélesség mellett – két sávra osztódott, a tévéadásra, valamint az űrhajósok és a Föld közötti rádiókommunikációs, valamint a telemetriai adatokat tartalmazó sávra. A másodpercenként 10 képet tartalmazó (10 fps) fekete-fehér képeket három földi vevőállomás (a Parkes Obszervatórium Ausztráliában, a Goldstone követőállomás Kaliforniában és a Honesuckle Creek ausztráliai rádióteleszkópja) egyike fogadta – attól függően, hogy a Föld forgása miatt éppen melyik állomás látott rá a Holdra –. Majd ezt a tévéadást alakították át az NTSC szabvány serinti tévéadássá, hogy a tévétársaságok átvehessék és sugározhassák.

### A video jel átalakítása
A Holdról érkező – történelmi – videojel feldolgozása viszonylag bonyolult feladat elé állította a NASA-t. Egyrészt a másodpercenként 10 képkockás sebességű SSTV adást kellett átalakítani az NTSC szabvány 30 képkockás sebességű adására, másrészt meg kellett oldani a történelmi képek archiválását is. Ezért a technikát úgy alakították ki, hogy a vevőállomások által fogadott jelet azonnal két irányba osztották ketté. Az egyik ment az RCA Corporation által alkotott jelátalakítóba, amely valós idejű átalakítást tett lehetővé, így azonnal továbbítható volt a jel a tévétársaságok felé, míg a másik ágon érkező jeleket rögzítették. Ez utóbbi jel rögzítése 14 sávos analóg adatrögzítővel történt, amely 36 cm átmérőjű, 2,5 cm széles analóg mágneses adatrögzítő szalagokra vette fel az érkező jeleket.
Az adatrögzítő szalagok inkább csak másodlagos, tartalék szerepet töltöttek be, a fő hangsúly az élő tévéközvetítés biztosításán volt. A tévéadás adatkonverziója optikai elven működött. Ehhez először a jelet egy 25 cm-es képátlójú, magas felbontású video monitorra vetítették ki, amelyről egy teljesen szokványos RCA TK–22 tévékamera – amely már az NTSC szabvány 525 képsoros, 30 fps sebességű képét továbbította – újrafényképezte az adást. A hiányzó 20 képkocka előállításához némi trükk kellett: az eredetileg a kamera által vett képmezőt egy analóg képrögzítőbe továbbították, aztán ezt a másodlagos felvételt egy jeladóba továbbították, majd ezt követően kombinálták az eredeti és a másolatban előállított képeket, amely így kialakította az adásba adott jelet, amelyet Houstonba továbbítottak. Ezt követően aztán minden egyes új képet ezen az eljáráson engedték keresztül, így végül a Holdról jött eredeti 10 képkockát az RCA konverterének 20 kockája egészítette ki. 
Az így előállított képfolyam persze messze alatta maradt mind napjaink, mind a közvetítések idejében megszokott képminőségtől. Egyrészt már maga a monitor és a kamera optikai hiányosságai csökkentették az eredeti SSTV jel kontrasztját, képélességét és fényerejét. Emellett aztán problémák adódtak néha a konverter finombeállításaival – ahogy az történt a Goldstone rádióállomáson az Apollo–11 adásának első perceiben –, amely szintén negatívan hatott a képminőségre. Például, amikor Armstrong lefelé mászott az Eagle létráján, a nézők alig látták őt, mivel a konverter kontrasztja és a függőleges képmező beállítása nem volt megfelelő.
Végül az adástovábbítás is tovább rontotta a képminőséget. Sorozatban az eredetileg konvertált adást műholdon keresztül Houstonba sugároztak, aztán a tévétársaságoknak szánt televíziós jelet mikrohullámon New Yorkba továbbítottak, ahonnan aztán szétosztották a jelet az Egyesült Államokba és a világ többi részére. Lévén mindegyik kapcsolat analóg, így az összes átjátszáskor újabb képzaj és zavar került az adásba, tovább rontva annak minőségét.

### Az NTSC adás kazettái
Nem összetévesztendő az eredetileg archivált SSTV adás adatkazettáival, de számos NTSC tévéadásból vett videoszalag is készült az első Holdra szállás idején. A különböző tévétársaságoknál, hírügynökségeknél és egyéb felhasználóknál kétféle módszerrel készítettek felvételeket az utókor számára a NASA által közreadott NTSC adásból: vagy kineszkóp eljárással filmre vették a tévéképeket, vagy 5 cm-es oda-vissza játszható videoszalagra rögzítették az adást. Ezek a felvételek – főként azok számossága miatt – sohasem vesztek el és hosszú ideig kizárólag ezek voltak elérhetőek publikusan, ezek kifogásolható minősége ellenére (szakértők szerint az eredeti 2,5 cm-es mágneses adatkazettákra vett SSTV jeleket a mai kor technikai színvonalán feldolgozva, sokkal jobb minőséget lehetne elérni és ezek minősége elérné azt, amit csak néhány technikus láthatott, amikor a Holdról beérkezett az SSTV adás és átkonvertálták NTSC-re).
A másodrögzített felvételek között van a ma talán legjobb minőségűnek tartott film, amelyet Ed von Renouard rögzített 8 mm-es filmfelvételre a Honeysuckle Creek vevőállomáson, az Apollo–11 holdsétája idején. Ez a film főként a már konvertált képelet mutató monitor képernyőjén futó adást rögzítette, de kis részben az SSTV monitor képe is feltűnik rajta.

## A kazetták eltűnése és az utánuk való kutatás
2006. augusztus 5-én egy ausztrál lap, a The Sydney Morning Herald jelentetett meg egy cikket, Óriási baklövés az emberiségnek: hogyan vesztette el a NASA a holdfelvételeket (One giant blunder for mankind: how NASA lost moon pictures) címmel, amelyben arról adtak hírt, hogy az Apollo–11 űrrepülés során a tévéközvetítést rögzítő analóg adatszalagok az idők során eltűntek. Pontosabban a hír arról szólt, hogy a NASA nem tud kb. 700 adatkazetta – közöttük a történelmi jelentőségű első Holdra szállást rögzítők – hollétéről. Erre mintegy válaszul a NASA csak 11 nap múltán, 2006. augusztus 16-án válaszolt egy bejelentésében, amelyben elismerte, hogy hivatalosan is kutatás indult az űrhivatal archívumaiban, mivel nem tudnak több felvétel hollétéről, bár a közlemény optimistább hangot ütött meg: „Az eredeti kazetták lehet, hogy a Goddard Űrközpontban találhatók...vagy a NASA archiválási rendszerének egy másik helyszínén”...és...„ha a NASA mérnökei remélik, hogy amikor a kazettákat megtalálják, a mai kor technológiáját alkalmazva képesek lesznek a holdséta még jobb minőségű bemutatására”.
A kutatás során 2006 októberében újabb negatív fejlemény is napvilágra került: a Goddard Űrközpontban székelő Data Evaluation Laboratory jelezte, hogy az egyetlen még működő berendezést, amellyel az adatkazettákat olvasni lehetne, amennyiben azok később megkerülnének, selejtezni kell, így valószínűleg nem lesz rá mód, hogy olvasni, vagy másolni lehessen az adatokat. Későbbi hír szerint az eszközt mégis megőrizték és fenntartották.
2006. november 1-jén a Cosmos magazin jelentette, hogy néhány adatkazettát sikerült megtalálni az Apollo korszakból egy tengerkutatási laboratóriumban a Perth-beli Curtin Egyetemen, amelyeket aztán a megtalálásuk után a NASA-hoz küldtek el analízisre. A kazetták nem tartalmaztak videofelvételeket, csupán telemetriai jeleket, ám arra jók voltak, hogy felmérjék, ha valaha egyáltalán megtalálják az adáskazettákat, akkor azok még mennyire olvashatóak.
2019. július 6-án a Sotheby's, hogy július 20-án – az Apollo–11 leszállásának 50. évfordulóján – árverésre bocsátanak három 5 cm-es videoszalagot – az összesen 1.150 db-os létező kollekcióból –, amelyet még 1976-ban vásároltak fel egy kormányzati árverésen, eredetileg 218 dolláros áron. A három szalagot úgy reklámozták, mint első generációs felvételt, ám az nem lehetett, mivel azok 2,5 cm-es szalagra vétettek fel, így nem is lehettek az eltűnt és keresett szalagok része. A leírás szerint a szalagokat Gary George vásárolta fel a General Services aukcióján 1976-ban, aki akkoriban a Lamar Egyetem mérnökhallgatója volt és mint ilyen a Johnson Űrközpontban gyakornokoskodott, innen értesült az aukcióról is. Végül a három szalagot egy ismeretlen vásárló vette meg a Sotheby's árverésén 1,82 millió dollárért. Bár a patinás aukciós ház úgy írta le a szalagokat, mint „a legjobb fennmaradt NASA videoszalagok, amelyek a történelmi Apollo–11 Holdra szállást örökítik meg” és „a legrégebbi, legélesebb és legpontosabb fennmaradt videoszalagok, amelyek az ember első Holdra lépését ábrázolják”, a NASA csak úgy kommentálta a szalagokat, hogy „semmilyen olyan anyagot nem tartalmaz, amit a NASA őrzött volna”.

## A felvételek hollétét tisztázó NASA sajtótájékoztató
Az űrhivatal 2009. július 16-án – az Apollo–11 felszállásának 40. évfordulóján – tartott egy sajtótájékoztatót Washington D.C.-ben az eltűnt kazettákkal kapcsolatban. Az előadók főként olyan nyugdíjas mérnökök voltak, akik annak idején az eredeti 1969-es tévéadáson dolgoztak (köztük pl. az Apollo tévékamerák megalkotójával). A sajtótájékoztatón elhangzottak szerint az adatkazetták – rajtuk az elsődleges SSTV jelekkel – annak idején Ausztráliából átkerültek a Goddard Űrközpontba, ahol aztán egy idő után rutinszerűen letörölték és újrahasznosították azokat. Az Ausztráliában maradt tartalék szalagokat is letörölték, miután jelzés érkezett, hogy a Goddardban átvették az eredeti szalagokat. Ennek a folyamatnak két fő okát jelölték meg. Egyrészt az első Holdra szállás idején az adatkazettákat csak afféle biztonsági tartaléknak tekintették, hogy ha valami miatt a nemzetközi tévéközvetítéssel valami történne, lehessen a tartalékhoz nyúlni, így amikor a közvetítések lezajlottak, immár a kazettáknak nem volt további szerepük, ráadásul a közvetítést számos helyen rögzítették másodlagos szalagokra is, így nem volt szükség adatforrásként a továbbiakban rájuk. Másrészt pedig az 1980-as évek elején a NASA Landsat programja idején komoly hiány ütötte fel a fejét az adatszalagok körében, így a legvalószínűbb, hogy ekkor törölhették és vehettek rájuk friss adatokat.
Az Apollo-programmal kapcsolatos adattárolási gyakorlatot jellemzi az a tény, hogy a kutatás során más adathordozókról is kiderült, hogy lényegében elvesztek. Az Apollo–11 holdsétájának SSTV adását az Ausztráliai Parkes obszervatóriumban is rögzítették, videoszalagokra egy módosított Ampex berendezéssel. A videokazettáékat átküldték a John Hopkins Egyetemre, ahol közvetlenül átmásolták a felvételeket. Ám a későbbiekben ezek az első forrásként szolgáló kazetták is eltűntek. 
A NASA sajtótájékoztatóján elhangzott még, hogy a keresés során mindössze néhány, a tévéközvetítés olyan adáskazettáját sikerült megtalálni, amelyek kissé jobb minőségűek, mint a többi. ezek között volt egy olyan példány, amelyet Sydney-ben rögzítettek a műholdas átjátszás előtti adatfolyamból még a CBS News archívumából, valamint néhány kineszkóp felvételt is felleltek a Johnson Űrközpontban. Egyben bejelentették, hogy ezen, viszonylag jobb minőségű anyagok felhasználásával a Lowry Digital cég a szalagok konzerválását és a rajta levő anyag feljavítását fogja végrehajtani. A Lowry elnöke hozzáfűzte, hogy csak a video feljavítását tűzték ki célul, a képhibákat (mint például a visszatükroződések és szellemképek) nem kívánják helyrehozni. Ennek demonstrálására néhány rövid filmrészletet játszottak be, amely szemléltette a feljavtás után várható képminőséget. Később, a konferenciát követően a NASA néhány részletet közzé is tett a honlapján.
Ugyanilyen feljavításokkal mások is próbálkoztak. Az ausztráliai rádió vevőállomásokon vett és ott megőrzött másolati kazettákról is számos képileg feljavított holdséta felvétel került ki a nyilvánosság elé. Ezek talán legjelentősebbike az volt, amit az Australian Geographic Society Awards gáláján, 2010. október 6-án bemutattak Buzz Aldrin díszvendégsége mellett.

## Fordítás
- Ez a szócikk részben vagy egészben  az   Apollo 11 missing tapes című angol Wikipédia-szócikk ezen változatának fordításán alapul.  Az eredeti cikk szerkesztőit annak laptörténete sorolja fel. Ez a jelzés csupán a megfogalmazás eredetét és a szerzői jogokat jelzi, nem szolgál a cikkben szereplő információk forrásmegjelöléseként.